# Magasin-CNAC
Le Magasin-CNAC (renommé Magasin des Horizons de 2016 à 2022), est un centre national d'art et de culture situé près du cours Berriat à Grenoble. Initialement nommé « Le Magasin, centre national d'art contemporain », il a été inauguré le 26 avril 1986 par François Léotard, ministre de la Culture, dans le cadre des Grands Travaux réalisés sous la présidence de François Mitterrand avec le concours de la ville et de l'État.
Son fonctionnement est calqué sur le modèle allemand des Kunsthallen, lieux dévolus à l'art contemporain, où les artistes sont très impliqués. Le Magasin consacre l'intégralité de ses espaces à une programmation d'expositions temporaires (renouvelées chaque trimestre) et d'événements, développées en étroite collaboration avec les artistes invités.

## Historique du Magasin

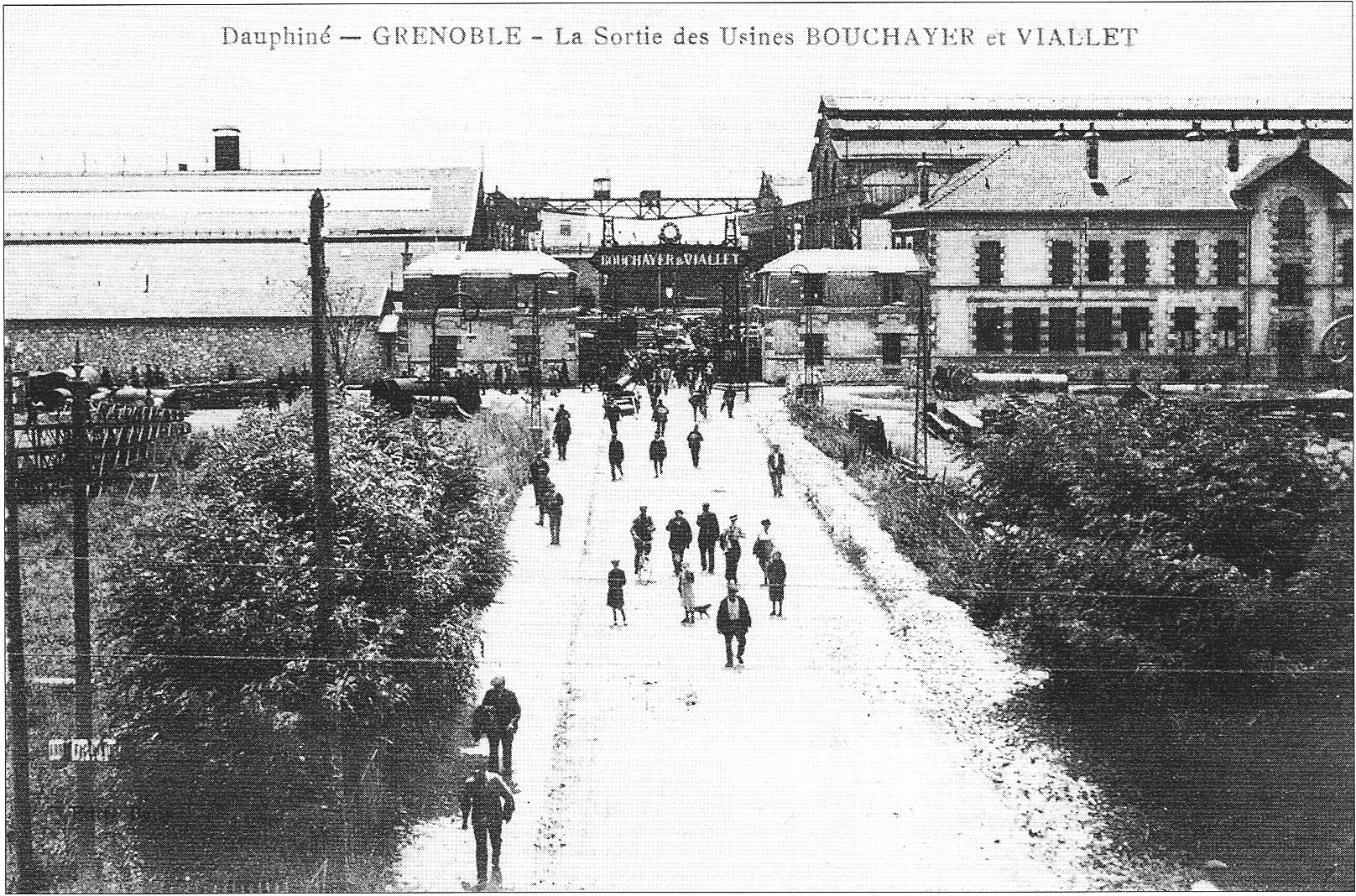
Site du CNAC vers 1900.

Le Magasin est l'un des premiers centres d'art en France à avoir été installé dans une friche industrielle. C'est Hippolyte Bouchayer, le troisième fils de l'industriel Joseph Bouchayer qui a l'idée au début du XXe siècle de racheter une halle de 3 000 m2 construite à Paris en 1900 par les ateliers de Gustave Eiffel à l'occasion de l'Exposition universelle de Paris. Démontée et transportée à Grenoble par les établissements Bouchayer-Viallet, elle prendra la dénomination d'usine A du groupe et servira pendant soixante ans d'atelier de chaudronnerie pour l'industrie hydroélectrique. Plus tard, elle deviendra un lieu de stockage de 3 000 m2. Le mot Magasin reste et devient le nom et le logo du centre national d'art contemporain.
La reconversion en lieu d'exposition est réalisée par l'architecte Patrick Bouchain qui a une expérience dans de telles reconversions architecturales. L'intervention légère fait la part belle aux espaces d'exposition et préserve l'intégrité architecturale du lieu. Il fait partie des Grands Travaux engagés en 1981 par François Mitterrand, et se voulait l'un des fers de lance d'une politique de décentralisation d'une forme d'expression artistique. Le nom de Magasin a été choisi par son directeur-fondateur, Jacques Guillot et du graphiste Bernard Baissait. Il s'agissait d'un mot inscrit sur le devant du lieu, ce qui a inspiré le logo sur fond bleu créé par Minium. Les proportions particulières du lieu ont suscité la création d'œuvres conçues en fonction du site. Contrairement à un musée, le Magasin n'acquiert pas d'œuvres et ne constitue pas de collection. Il renouvelle ses expositions trimestriellement et un bon nombre des œuvres présentées sont créées in situ. Bernard Baissait a été longtemps le graphiste des affiches et catalogues du Magasin.
De 1989 à 1994, c'est la conservatrice Adelina von Fürstenberg qui dirige le Magasin.

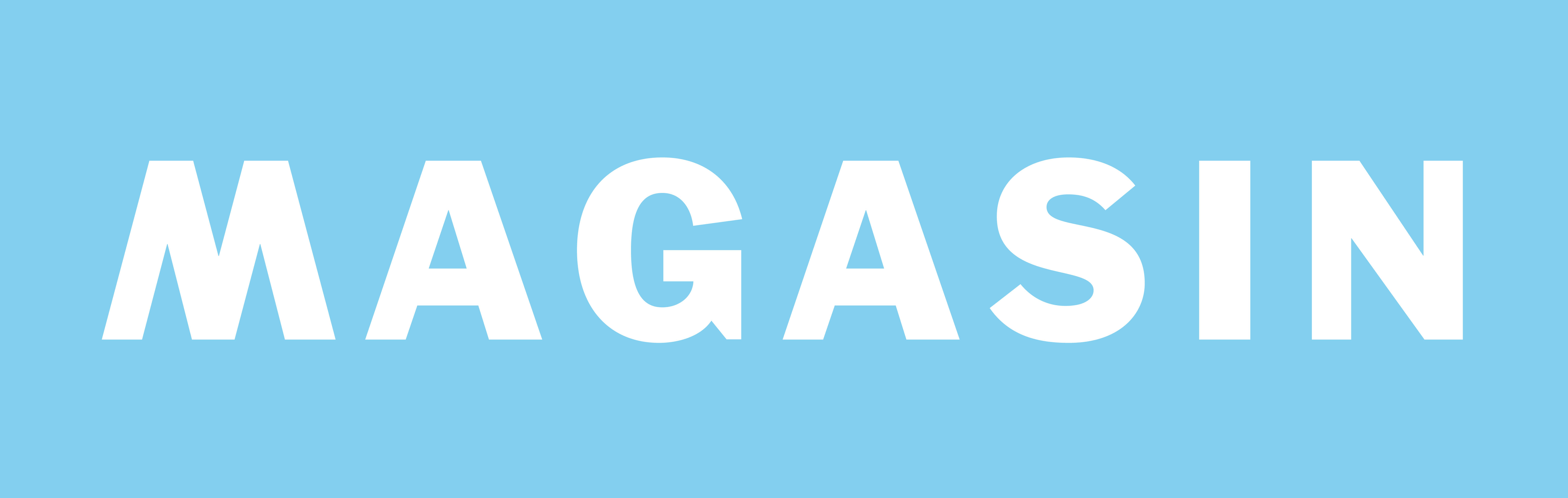
Logo du Magasin créé par l'agence Minium de Bernard Baissait en usage jusqu'en 2016.

En 2005, la ville de Grenoble, propriétaire du bâtiment, engage les travaux de remplacement de la verrière qui n'est plus étanche en raison de sa vétusté. Les parties vitrées sont refaites, et le 21 janvier 2006 le Magasin rouvre ses portes.
En décembre 2014, le Magasin a été le premier centre d'art en France à bénéficier d'une aide financière lors d'une vente aux enchères d'objets d'art provenant de dons d'artistes,. Selon le directeur, Yves Aupetitallot, les fonds récoltés doivent permettre « de maintenir et d'étendre le programme de recherche qui est notamment développé dans le programme d'expositions ».
En octobre 2015, Yves Aupetitallot quitte ses fonctions,,,,. En mars 2016, Béatrice Josse, est nommée à la direction du Magasin et le renomme Magasin des horizons. Fidèle à sa ligne féministe et post-coloniale, elle entreprend de faire évoluer l'institution, s'éloignant du centre d'exposition classique pour devenir selon ses termes une « zone d'indétermination ». Elle y programme par exemple des performances, des rencontres en mixité choisie, des activités socioculturelles. Son programme est mal reçu par une partie des habitués et le conseil d'administration, provoquant certaines défections et un conflit ouvert. Le 5 mars 2021, après 15 mois d’arrêt maladie, en désaccord avec la municipalité lui refusant les travaux de rénovation du bâtiment, soutenue par le personnel de l'institution, lui-même épuisé, Béatrice Josse quitte la direction. Dans un sujet attaquant de manière plus vaste les choix de politique culturelle du maire de Grenoble Éric Piolle, le journaliste Frédéric Martel affirme sur France Culture que le Magasin souffre de polémiques « autour de l’ultra-féminisme, du post-colonialisme, des questions de genre et de l’intersectionnalité »
Le 18 avril 2021, un collectif d'artistes, habitants et militants des quartiers Saint-Bruno et Bouchayer-Viallet investit le Magasin des Horizons et le rebaptise La Supérette tout en revendiquant d'expérimenter pendant un mois une gouvernance auto-gérée de l'établissement jusqu'alors fermé. L’expérience de la Supérette se déroule finalement pendant un mois devant les portes du Magasin, avant sa fermeture jusqu'à la fin de l'année 2021. En octobre 2021, un communiqué commun du Ministère de la Culture, de la Région Auvergne-Rhône-Alpes, du département de l’Isère et de la Ville de Grenoble annonce l'arrivée de Céline Kopp, nouvelle directrice à partir de janvier 2022.

## Œuvresin situ
De nombreux artistes se sont confrontés à l'architecture du Magasin et de sa « rue » en réalisant des œuvres in situ, c'est-à-dire réalisées en fonction de l'espace où elles sont présentées. Parmi eux peuvent-être cités Daniel Buren en 1986, Guillaume Bijl en 1989, Jim Isermann (en) en 2000, Anish Kapoor en 1991 et plus récemment Kader Attia en 2006, ou Adel Abdessemed en 2008.

## Expositions
- 2006 :
  - Tsunami de Kader Attia
  - Mama Johnny de Jonathan Meese
  - À la une, commissariat Claude Closky, avec notamment John Armleder, Monica Bonvicini, Young-Hae Chang Heavy Industries, François Curlet, Eric Duyckaerts, Sylvie Fleury, Anne Frémy, Vidya Gastaldon, Kenneth Goldsmith, Thomas Hirschhorn, Pierre Huyghe, Koo Jeong A, Véronique Joumard, Ken Lum, Mathieu Mercier, Aleksandra Mir, Jonathan Monk, Gianni Motti, Jean-Luc Moulène, Mrzyk & Moriceau, Antoni Muntadas, Maurizio Nannucci, Marylène Negro, Julian Opie, Julien Prévieux, Rafael Rozendaal, Kristina Solomoukha, Tatiana Trouvé, Mai Ueda, Xavier Veilhan, Yi Zhou[16],[17]
  - Replay, la sphère punk
  - Review, vidéos et films, collection Pierre Huber
  - Changement de climat de Michael Craig-Martin
  - Cinema(s) de Liam Gillick, Dominique Gonzalez-Foerster, Bernard Joisten, etc.
- 2007 :
  - Kelley Walker (en)
  - Composition for Violin and Voices (Male) de John Baldessari & Jill Miller
  - Troy Brauntuch
  - Il m’a fallu tant de chemins pour parvenir jusqu’à toi de Latifa Echakhch
  - The Negotiation of Purpose de Gavin Turk
  - What is Public Sculpture? de Franck Scurti
  - Alphabet City de Lothar Hempel (en)
- 2008 :
  - Espèces d'espace (Les années 1980, premier volet)
  - Sunset - I Love the Horizon d'Andro Wekua (en)
  - Point.doc
  - Drawing for Human Park d'Adel Abdessemed
- 2009 :
  - Portrait de l’artiste en motocycliste
  - Images & (re)présentations (Les années 1980, second volet)
  - David Altmejd
- 2010 :
  - Sindrome Italiana
  - Projections contemporaines
  - L’Alalie
  - Forever Free, The Cinema Show: A Film Retrospective and Installations de Marnie Weber
- 2011 :
  - Double regard de Carsten Höller sur la collection de Jean Pigozzi
  - Japancongo
- 2012 :
  - Exposition du plan-relief de Grenoble de 1848
  - Ceci est ma maison et This Is My Place de Lili Reynaud Dewar
- 2017 :
  - Les Sororales, festivités ensorcelantes
- 2020 :
  - J'ai tué le papillon dans mon oreille de Minia Biabiany

## Intitulé Magasin
Depuis son ouverture en 1986, l'intitulé Magasin a essaimé à travers l'Europe, puisqu'il existe un Magasin 3 à Stockholm en Suède et un Magasin 4 à Bruxelles en Belgique.

## Les Ateliers des horizons
Les Ateliers des horizons est une formation professionnelle pluridisciplinaire arts et sociétés élaborée par Peggy Pierrot et proposée par le Magasin des horizons depuis 2017

## L'école du Magasin
L'école du Magasin, fondée en 1987 en tant qu'activité du centre national d'art contemporain, est conçue pour procurer un environnement professionnel associant recherche et pratique. L'enseignement porte sur l’exposition comme plateforme ouverte, convoquant différentes disciplines ou stratégies de représentation. En 2016, l'école du Magasin est arrêtée.

## Accès
Le Magasin des horizons est desservi par la ligne A du tramway et par la ligne de bus C5.